# Núria Calduch
Núria Calduch i Benages hay Nuria Calduch-Benages  (sinh năm 1957) là một nữ tu người Tây Ban Nha của Giáo hội Công giáo Rôma, thuộc dòng Nữ tu truyền giáo Thánh gia Nazareth. Bà là một học giả Kinh thánh nổi tiếng. Tháng 3 năm 2021, Giáo hoàng Phanxicô đã bổ nhiệm nữ tu Nuria Calduch-Benages làm Tổng Thư ký Ủy ban Giáo hoàng về Kinh Thánh, bà là người phụ nữ đầu tiên đạt được chức vụ này.

## Cuộc đời
Năm 1978, Núria Calduch i Benages gia nhập dòng Nữ tu truyền giáo Thánh gia Nazareth.
Nữ tu Núria Calduch i Benages tốt nghiệp ngành Triết học và Ngữ văn Anh-Đức tại Đại học Tự trị Barcelona vào năm 1979. Sau đó bà lấy bằng  tiến sĩ về Kinh Thánh tại Học viện Kinh thánh Giáo hoàng ở Roma. Bà cũng là giáo sư tại Đại học Giáo hoàng Gregoriana từ năm 2010 và giáo sư thỉnh giảng tại Học viện Kinh thánh Giáo hoàng. Sơ Núria Calduch có kinh nghiệm trong việc nghiên cứu về Sách Khôn Ngoan và Sách Cựu Ước.
Giáo hoàng Biển Đức XVI đã bổ nhiệm Sơ Núria Calduch i Benagescô làm thành viên của Thượng Hội đồng Giám mục về Lời Chúa được cử hành vào năm 2008.
Từ năm 2014, sơ Núria Calduch i Benages là thành viên của Ủy ban Giáo hoàng về Kinh thánh. Từ năm 2016 đến năm 2019, bà được bầu làm thành viên của Ủy ban Nghiên cứu về chức phó tế cho phụ nữ.
Ngày 9 tháng 3 năm 2021, Giáo hoàng Phanxicô đã chọn Nữ tu Núria Calduch i Benages làm Tổng Thư ký Ủy ban Giáo hoàng về Kinh Thánh. Bà trở thành người phụ nữ đầu tiên đảm nhận chức vụ này và là nhân vật đứng thứ hai của "Ủy ban có tuổi đời 120 năm" tại Roma.. Sơ Calduch-Benages đã thay thế vị trí của linh mục Pietro Bovati, Dòng Tên. Những người từng giữ chức Tổng Thư ký của Ủy ban Giáo hoàng về Kinh Thánh trước đây đều là các linh mục, cũng từng có một giám mục đã đảm nhận ở vị trí này trong quá khứ.

## Tác phẩm
- mit Christl M. Maier: Hebräische Bibel – Altes Testament, Verlag Kohlhammer 2013, ISBN 978-3-17-023413-0
- Wisdom for Life, De Gruyter 2014, ISBN 978-3-11-030162-5
- For Wisdom's Sake, De Gruyter 2021, ISBN 978-3-11-048650-6
- En el crisol de la prueba. Estudio exegético de Sir 2,1-18 (ABE 32), Estella (Navarra): Verbo Divino, 1997.
- Con Renate Egger-Wenzel, Anton Fersterer e Ingrid Krammer, in Friedrich V. Reiterer (ed.), Bibliographie zu Ben Sira (BZAW 266), Berlin - New York: Walter de Gruyter, 1998.
- Un gioiello di Sapienza. Leggendo Siracide 2 (Cammini nello Spirito. Sezione biblica 45), Milano: Paoline, 2001.
- Otro gallo le cantara. Refranes, dichos y expresiones de origen bíblico (A los cuatro vientos 20), Bilbao: Desclée De Brouwer, 2003.
- Con Joan Ferrer e Jan Liesen, La Sabiduría del Escriba. Wisdom of the Scribe. Edición diplomática de la versión siríaca del libro de Ben Sira según el Códice Ambrosiano con traducción española e inglesa. Diplomatic Edition of the Syriac Version of the Book of Ben Sira according to Codex Ambrosianus, with Translations in Spanish and English (Biblioteca Midrásica 26), Estella (Navarra): Verbo Divino, 2003, 2015, 2a edizione rivista e corretta.
- Con Johan Yeong-Sik Pahk, La preghiera dei saggi. La preghiera nel Pentateuco Sapienziale (Bibbia e preghiera), Roma: ADP, 2004.
- Con Luciano Sandrin e Francesc Torralba, Cuidarse a sí mismo. Para ayudar sin quemarse (Colección Pastoral), Madrid: PPC, 2007; Aver cura di sé. Per aiutare senza ‘burnout’ (Collana Fede e Annuncio. Ricerche di teologia pastorale 52), Bologna: Edizioni Dehoniane, 2009.
- Il profumo del Vangelo: Gesù incontra le donne (La parola e la sua ricchezza 11), Milano: Paoline, 2007, 2009, 2a edizione riveduta e corretta; El perfume del evangelio. Jesús se encuentra con las mujeres (El mundo de la Biblia. «Horizontes» 9), Estella (Navarra): Verbo Divino, 2008, 2010, 2a reimpr.; The Perfume of the Gospel: Jesus' Encounters with Women (Theologia 8), Roma: Gregorian and Biblical Press, 2012; El perfum de l'Evangeli. Jesús es troba amb les dones (Saurí 185), Barcelona: Publicacions de l'Abadia de Montserrat, 2014.
- Dammi, Signore, il tuo sguardo. Riflessioni bibliche sulla vita consacrata, Roma: Editrice Rogate 2008; Dame, Señor, tu mirada. Reflexiones bíblicas sobre la vida cristiana (Sauce 150), Madrid: PPC, 2011.
- Saboreando la Palabra. Sobre la lectura orante o creyente (lectio divina) (El mundo de la Biblia. «Horizontes» 11), Estella (Navarra): Verbo Divino, 2012; Savoring the Word. On Prayerful Faith-Filled Reading (Lectio Divina), Estella (Navarra): Verbo Divino, 2017.
- Los profetas, mensajeros de Dios (Emaús 98), Barcelona: Centro de Pastoral Litúrgica, 2012; Els profetes, missatgers de Déu (Emaús 98), Barcelona: Centro de Pastoral Litúrgica, 2012; I profeti, messaggeri di Dio. Presentazione essenziale (Biblica), Bologna: Edizioni Dehoniane, 2013.
- La Palabra Celebrada. Explicación bíblica de las lecturas de todos los domingos y fiestas (Dossier CPL 132), Barcelona: Centro de Pastoral Litúrgica, 2014; La Paraula Celebrada. Explicació bíblica de les lectures de tots els diumenges i festes (Dossier CPL 132), Barcelona: Centro de Pastoral Litúrgica, 2014; La Bibbia della domenica. Comprendere e spiegare le letture della messa festiva. Anni A, B, C (Predicare la parola), Bologna: Edizioni Dehoniane, 2016.
- Pratiche della cura. Medicina e religione nel mondo antico (Lapislazzuli), Bologna: Edizioni Dehoniane, 2014.
- Perdonar las injurias (Colección obras de misericordia 11), Madrid: Publicaciones Claretianas, 2015.
- Nacidos para la alegría (Emaús 130), Barcelona: Centro de Pastoral Litúrgica, 2016; Nascuts per a la joia (Emaús 130), Barcelona: Centro de Pastoral Litúrgica, 2016.
- Abiertos a la esperanza (Emaús 132), Barcelona: Centro de Pastoral Litúrgica, 2016; Oberts a l'esperança (Emaús 132), Barcelona: Centro de Pastoral Litúrgica, 2016.
- Escrits de joventut, Barcelona: Claret, 2016.